# HAPPY★BEST
『HAPPY★BEST』（ハッピーベスト）はHAPPY DRUG STOREのファーストアルバムであり、ベストアルバム。
2004年3月24日にリリースされたが、リリース2ヶ月前にリーダーの清水和彦が交通事故で亡くなってしまい、そのことが売り上げを大きく上げた。

## 内容
- メンバーの脱退やレコード会社との契約問題など紆余曲折ありながら地道な活動が芽を結び、リリースされた1stオリジナルであり、ベストアルバム。
- 収録曲13曲のうち7曲はバンド時代にRECされたもので新たに収録された新曲は「Love is Hard Work」、「0 (Zero)」、「忘れ物」、「コノママフタリデ」、「Crying」、「泣いていいよ」である。
- 収録曲の「コノママフタリデ」は限定DVD「HAPPY DRUG STORE」で清水の映った一部レコーディング風景が見られる。
- ホタルノヒカリとやさしいひとはkanaderu.jpにてリリース前に無料配布され、ロック部門では長期にわたって1,2位を独占し、総合ランキングでも高順位を獲得。大きな話題となる。
- リリース直前の2004年1月29日にリーダーの清水和彦が交通事故で逝去。WOLの『コクハク』以来のアルバムリリースとあって非常に楽しみにしていたとのことであるが、存命中にこのアルバムを手にすることはついに無かった。彼の地元滋賀を中心として多くのミュージシャンが追悼のコメントを寄せる。

## 収録曲
1. HAPPY ★ MAKER
1stシングル楽曲。デビュー曲であり、1stシングルの1曲目ということもあり、カラオケでHDSの楽曲としては最も早く配信がスタートした。また、2006年10月7日のLive for 君の味方では清水の生前からの友人であるYOSHI+KENが同曲をカヴァーしている。
2. Love is Hard Work
初収録楽曲。
3. 方位磁針
2ndシングル楽曲として、2曲目に収録されていた楽曲。
4. 笑顔定期券
1stシングル楽曲の4曲でトリを務めた楽曲。思春期の片思いを歌った曲である。
5. 君が咲いた
1stシングル楽曲の2曲目。曲そのものはヒロシミ→ズ時代のものだが、CDにはバンドバージョンが収められている。後にDAMでカラオケ配信された。
6. 0 (Zero)
初収録楽曲。
7. 忘れ物
初収録楽曲。
8. コノママフタリデ
初収録楽曲。清水の生前にヒロシの楽曲としてはかなり気に入っていた楽曲。
9. Crying
初収録楽曲。
10. 泣いていいよ
初収録楽曲。
11. やさしいひと
2ndシングルのA面曲。のちにkanaderu.jpで無料配布され、限定DVD「HAPPY DRUG STORE」にはファンとHDSで作ったスペシャルPVが収められている。ライブでは清水パートはカラオケで流される。
12. クチグセ
1stシングル楽曲の3曲目。曲そのものはヒロシミ→ズ時代のものだが、CDではバンドバージョン。後にDAMでカラオケ配信された。
13. ホタルノヒカリ
2ndシングルのトリであり、現在HDSの代表曲。清水の死後に新たにPVが撮影され限定DVD「HAPPY DRUG STORE」に収録される。kanaderu.jpでは無料配信されロック部門および総合順位で長期間にわたって1位を独占。

- 作詞:ヒロシ(#1,3.4,5,7,8,11,13) シミ→ズ(#2,4,5,7,9,11,13)
- 作曲:ヒロシ(#4,6,8,10) シミ→ズ(#1〜5,7,9,11〜13)